# Municipio de Debing
El municipio de Debing (en inglés: Debing Township) es un municipio ubicado en el condado de Mountrail en el estado estadounidense de Dakota del Norte. En el año 2010 tenía una población de 44 habitantes y una densidad poblacional de 0,47 personas por km².

## Geografía
El municipio de Debing se encuentra ubicado en las coordenadas 48°14′00″N 102°37′24″O / 48.23333, -102.62333. Según la Oficina del Censo de los Estados Unidos, el municipio tiene una superficie total de 93.07 km², de la cual 92,28 km² corresponden a tierra firme y (0,85 %) 0,79 km² es agua.

## Demografía
Según el censo de 2010, había 44 personas residiendo en el municipio de Debing. La densidad de población era de 0,47 hab./km². De los 44 habitantes, el municipio de Debing estaba compuesto por el 100 % blancos. Del total de la población el 0 % eran hispanos o latinos de cualquier raza.